# 20. ročník udílení Zlatých glóbů
20. ročník udílení Zlatých glóbů se konal 5. března 1963 v Cocoanut Grove hotelu Ambassador v Los Angeles. Asociace zahraničních novinářů v Hollywoodu vyhlásila nominace 23. ledna. Nejvíce cen i nominací získal Leanův velkofilm Lawrence z Arábie. Byl navržen na devět Glóbů, získal jich šest. Nejlepší herečkou v dramatickém snímku byla vyhlášena Geraldine Page a to za výkon ve filmu Sladký pták mládí. Nejlepší herečkou v komedii nebo muzikálu se stala Rosalind Russellová za výkon ve filmu Gypsy. Obě tyto herečky získaly Zlatý glóbus druhý rok po sobě. V případě Rosalindy Russell to byla už pátá cena z celkových pěti nominací, které za svůj život obdržela.

## Vítězové a nominovaní

### Filmové počiny

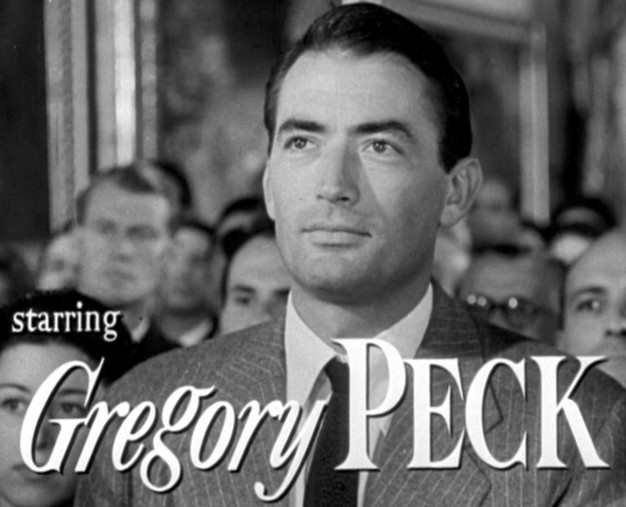
Nejlepší dramatický herec Gregory Peck

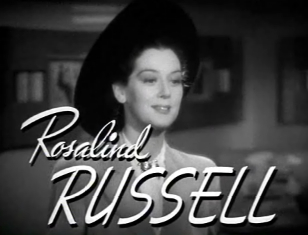
Nejlepší komediální herečka Rosalind Russellová

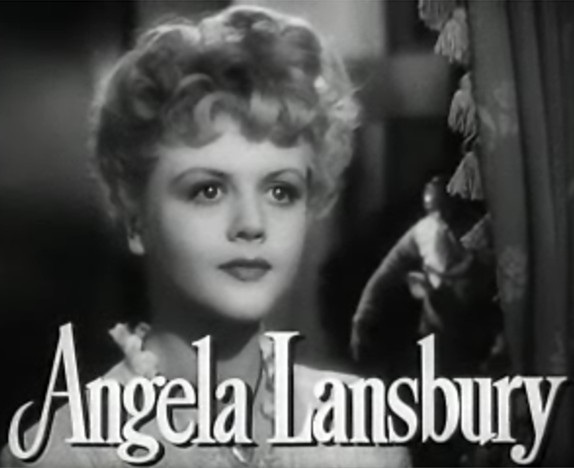
Nejlepší vedlejší herečka Angela Lansburyová

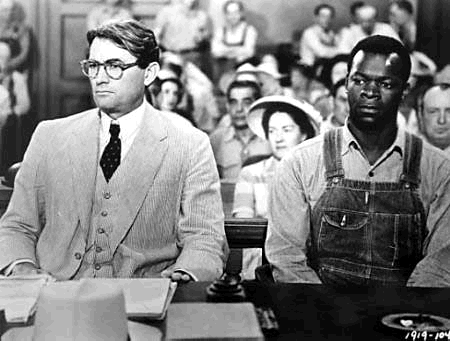
Záběr z filmu Jako zabít ptáčka

#### Nejlepší film (drama)
- Lawrence z Arábie – producent Carl Foreman
- Adventures Of a Young Man – producent Jerry Wald
- The Chapman Report – producent Darryl F. Zanuck, Richard D. Zanuck
- Dny vína a růží – producent Martin Manulis
- Freud: Tajná vášeň – producent Wolfgang Reinhardt
- Lisa – producent Samuel Bronston
- Nejdelší den – producent Darryl F. Zanuck
- Divotvůrkyně – producent Fred Coe
- Vzpoura na Bounty – producent Aaron Rosenberg
- Jako zabít ptáčka – producent Alan J. Pakula

#### Nejlepší film (komedie)
- Kouzlo norkové kožešiny – producent Martin Melcher, Stanley Shapiro
- Nejlepší nepřítel – producent Dino De Laurentiis
- Boys' Night Out – producent Martin Ransohoff
- If a Man Answers – producent Ross Hunter, Edward Muhl
- Period Of Adjustment – producent Lawrence Weingarten

#### Nejlepší film (muzikál)
- Obchodník s hudbou – producent Morton Da Costa
- Jumbo Billyho Rose – producent Martin Melcher, Joe Pasternak
- Elvis Presley: Girls! Girls! Girls! – producent Hal B. Wallis
- Gypsy – producent Mervyn LeRoy
- The Wonderful World Of the Brothers Grimm – producent George Pal

#### Nejlepší režie
- David Lean – Lawrence z Arábie
- George Cukor – The Chapman Report
- Morton Da Costa – Obchodník s hudbou
- Blake Edwards – Dny vína a růží
- John Frankenheimer – Mandžuský kandidát
- John Huston – Freud: Tajná vášeň
- Stanley Kubrick – Lolita
- Mervyn LeRoy – Gypsy
- Robert Mulligan – Jako zabít ptáčka
- Martin Ritt – Adventures Of a Young Man
- Ismael Rodríguez – Los hermanos Del Hierro

#### Nejlepší herečka (drama)
- Geraldine Page – Sladký pták mládí
- Anne Bancroft – Divotvůrkyně
- Bette Davis – Co se vlastně stalo s Baby Jane?
- Katharine Hepburn – Long Day's Journey Into Night
- Glynis Johns – The Chapman Report
- Melina Mercouri – Phaedra
- Lee Remick – Dny vína a růží
- Susan Strasberg – Adventures Of a Young Man
- Shelley Winters – Lolita
- Susannah York – Freud: Tajná vášeň

#### Nejlepší herečka (komedie / muzikál)
- Rosalind Russellová – Gypsy
- Doris Day – Jumbo Billyho Rose
- Jane Fonda – Period Of Adjustment
- Shirley Jones – Obchodník s hudbou
- Natalie Wood – Gypsy

#### Nejlepší herec (drama)
- Gregory Peck – Jako zabít ptáčka
- Bobby Darin – Okamžik rozhodnutí
- Jackie Gleason – Gigot
- Laurence Harvey – The Wonderful World Of the Brothers Grimm
- Burt Lancaster – Ptáčník z Alcatrazu
- Jack Lemmon – Dny vína a růží
- James Mason – Lolita
- Paul Newman – Sladký pták mládí
- Peter O'Toole – Lawrence z Arábie
- Anthony Quinn – Lawrence z Arábie

#### Nejlepší herec (komedie / muzikál)
- Marcello Mastroianni – Rozvod po italsku
- Stephen Boyd – Jumbo Billyho Rose
- Jimmy Durante – Jumbo Billyho Rose
- Cary Grant – Kouzlo norkové kožešiny
- Charlton Heston – The Pigeon That Took Rome
- Karl Malden – Gypsy
- Robert Preston – Obchodník s hudbou
- Alberto Sordi – Nejlepší nepřítel
- James Stewart – Mr. Hobbs Takes a Vacation

#### Nejlepší herečka ve vedlejší roli
- Angela Lansburyová – Mandžuský kandidát
- Patty Duke – Divotvůrkyně
- Hermione Gingold – Obchodník s hudbou
- Shirley Knight – Sladký pták mládí
- Susan Kohner – Freud: Tajná vášeň
- Gabriella Pallotta – The Pigeon That Took Rome
- Martha Raye – Jumbo Billyho Rose
- Kay Stevens – The Interns
- Jessica Tandy – Adventures Of a Young Man
- Tarita – Vzpoura na Bounty

#### Nejlepší herec ve vedlejší roli
- Omar Sharif – Lawrence z Arábie
- Ed Begley – Sladký pták mládí
- Victor Buono – Co se vlastně stalo s Baby Jane?
- Harry Guardino – The Pigeon That Took Rome
- Ross Martin – Experiment In Terror
- Paul Newman – Adventures Of a Young Man
- Cesar Romero – If a Man Answers
- Telly Savalas – Ptáčník z Alcatrazu
- Peter Sellers – Lolita
- Harold J. Stone – The Chapman Report

#### Nejlepší hudba
- Elmer Bernstein – Jako zabít ptáčka
- Maurice Jarre – Lawrence z Arábie
- Meredith Willson – Obchodník s hudbou
- Bronislau Kaper – Vzpoura na Bounty
- Franz Waxman – Taras Bulba

#### Objev roku – herečka
- Patty Duke – Divotvůrkyně
- Sue Lyon – Lolita
- Rita Tushingham – Kapka medu
- Dhalia Lavi – Two Weeks In Another Town
- Janet Margolin – David and Lisa
- Suzanne Pleshette – Římské dobrodružství

#### Objev roku – herec
- Keir Dullea – David and Lisa
- Peter O'Toole – Lawrence z Arábie
- Omar Sharif – Lawrence z Arábie
- Terence Stamp – Billy Budd
- Paul Wallace – Gypsy

#### Barevná kamera
- Fred A. Young – Lawrence z Arábie

#### Černobílá kamera
- Jean Bourgoin, Pierre Levent, Henri Persin, Walter Wottitz – Nejdelší den

#### Mezinárodní cena Samuela Goldwyna (za nejlepší zahraniční film)
- Rozvod po italsku – režie Pietro Germi, Itálie (první místo – cena Samuela Goldwyna)[6]
- Nejlepší nepřítel – režie Guy Hamilton, Izrael, Itálie (nominace)
- Boccaccio '70 – režie Mario Monicelli, Vittorio De Sica, Federico Fellini, Luchino Visconti, Itálie (nominace)
- Los hermanos Del Hierro – režie Ismael Rodríguez, Mexiko (nominace)
- Kapka medu – režie Tony Richardson, Velká Británie (nominace)
- Neděle ve Ville d'Avray – režie Serge Bourguignon, Francie (nominace)

#### Nejlepší film podporující porozumění mezi národy
- Jako zabít ptáčka – režie Robert Mulligan
- Nejlepší nepřítel – režie Guy Hamilton
- The Interns – režie David Swift

### Televizní počiny

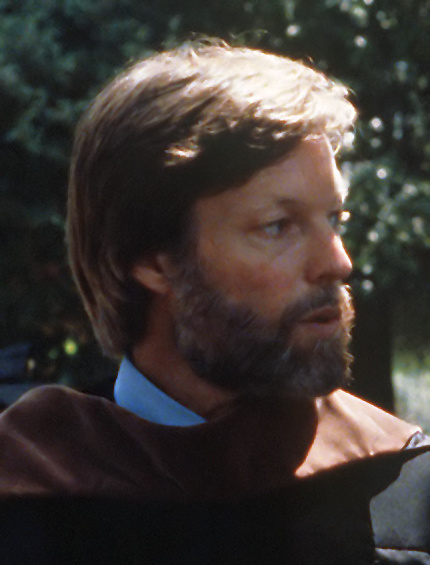
Nejlepší televizní herec Richard Chamberlain

#### Televizní TV show
- The Dick Powell Show

#### Televizní seriál (drama)
- The Defenders

#### Televizní seriál (komedie)
- Mister Ed

#### Herec v seriálu
- Richard Chamberlain – Dr. Kildare

#### Herečka v seriálu
- Donna Reedová – The Donna Reed Show

#### Televizní producent / režisér

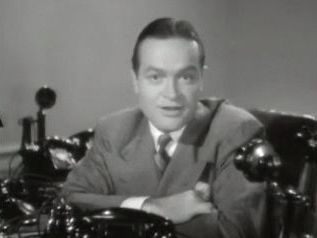
Držitel ceny Cecila B. DeMilla Bob Hope

- Rod Serling – The Twilight Zone

### Zvláštní ocenění

#### Zvláštní cena
- hudebník Nat King Cole za jeho přínos do hudebního světa

#### Henrietta Award (Oblíbenci světového filmu)
- herečka Doris Day
- herec Rock Hudson

#### Cena Cecila B. DeMilla
- Bob Hope